# Thái Văn Toản

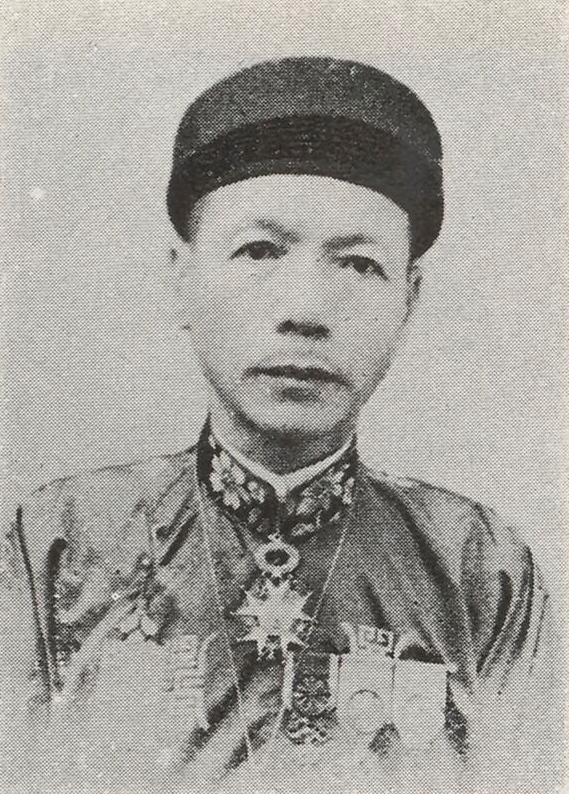
Thái Văn Toản

 Thái Văn Toản (chữ Hán: 蔡文瓚, 1885–1952) là một thượng thư bộ lại triều Nguyễn. 

## Thân thế
Ông Thái Văn Toản sinh ra tại Huế ngày 27 tháng 12 năm 1885. Quê quán tại làng Quy Thiện, nay thuộc xã Hải Quy, huyện Hải Lăng, tỉnh Quảng Trị. Thân sinh ông là ông Thái Văn Bút, lúc còn sống nguyên là quan Tri huyện, mẹ là Công nữ Nhĩ Ty – con gái của Hoàng tử thứ 10 – Tùng Thiện Vương và là cháu nội của vua Minh Mạng.

## Hoạn lộ

### Thời vua Khải Định
Đại thần Thái Văn Toản tốt nghiệp trường Thông ngôn (phiên dịch) xưa của Hà Nội và bắt đầu làm phụ chính thư ký- thông ngôn hạng tư ở Văn phòng Thống sứ Bắc Kỳ.
Ngày 10 tháng 12 năm 1903, ông được bổ dụng về Văn phòng Khâm sứ Trung Kỳ. Từ tháng 12 năm 1903 đến 16 tháng 11 năm 1917, ông đã liên tiếp leo lên những bậc thang theo ngạch của ông đến hạng thư ký thông ngôn thực thụ hạng hai sau khi đã phục vụ trong 6 năm ở Tòa Khâm Sứ Trung Kỳ và trong 9 năm ở Tòa Công Sứ Sông Cầu, Quảng Trị, Thanh Hóa và Vinh. Ông đã đỗ đầu trong kỳ thi Tham tá bản xứ của xứ Bảo hộ Trung Kỳ. Ông đã được bổ nhiệm làm Tham tá các Tòa Công Sứ hạng 3 ngày 1 tháng 1 năm 1918.
Ngày 21 tháng 6 năm 1918, theo yêu cầu riêng của vua Khải Định, ông được cử làm Chánh Văn phòng và thông ngôn của vua, với hàm Hồng lô tự khanh.
Vào tháng 2 năm 1919, ông được thăng hàm Quan lộc tự khanh và đến tháng 7 năm 1920, được hàm Thái thường tự khanh.
Tháng 4 năm 1922, ông được thăng lên ngạch Thự Tham Tri (tòng nhị phẩm tập sự).
Ngày 23 tháng 4 năm 1922, ông được cử tháp tùng Hoàng Đế Khải Định qua nước Pháp, với tư cách Chánh Văn phòng riêng và phiên dịch. Ngày 5-8-1922, ở Paris, ông nhận được “Đệ ngũ đẳng Bắc đẩu Bội tinh” mà Bộ trưởng Bộ Thuộc địa Albert Sarraut trao cho ông tại cơ quan Bộ Thuộc địa. Đồng thời ông cũng nhận huy chương hạng 4 của Bộ Quốc dân giáo dục Pháp từ Bộ trưởng Léon Bérard.
Theo Chỉ dụ viết tay của Hoàng đế ngày 5 tháng 3 năm 1923, ông được cử làm Bố chánh tỉnh Quảng Nam với hàm Thự Tuần vũ (2-2 tòng nhị phẩm).
Tháng 1 năm 1924, theo Chỉ dụ viết tay của Hoàng Đế, ông được cử làm Phủ doãn tỉnh Thừa Thiên. Ngày 1 tháng 12 năm 1926, Đại thần Thái Văn Toản được cử làm Tổng đốc tỉnh quan trọng Thanh Hóa. Ngày 18 tháng 12 năm 1929, ông được gọi về triều với tư cách Thượng thư Bộ Hộ và thành viên của Viện Cơ Mật. Ngày 28 tháng 2 năm 1931, ông được thăng hàm Hiệp tá Đại học sĩ (1-2 tòng nhất phẩm).

### Thời vua Bảo Đại

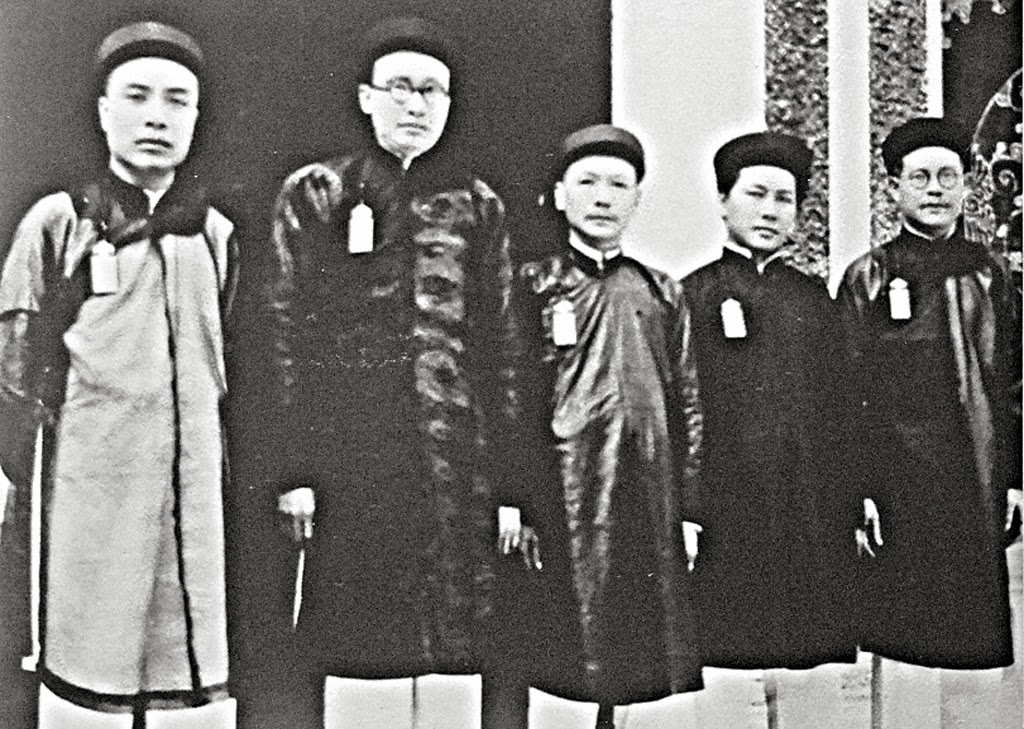
5 vị Thượng thư từ trái qua phải Hồ Đắc Khải, Phạm Quỳnh, Thái Văn Toản, Ngô Đình Diệm, Bùi Bằng Đoàn

Từ Viện Cơ mật cũ mà ông là Thượng thư Bộ Hộ, Đại thần Thái Văn Toản là vị quan duy nhất được Hoàng đế Bảo Đại giữ lại chức vị để tham gia vào Tân Chính phủ cải tổ đã được công bố theo Chỉ của Triều đình ngày 10 tháng 9 năm 1932 và được thừa nhận theo Dụ ngày 2 tháng 5 năm 1932.
Sau khi đã điều khiển trong hai tháng rưỡi Bộ Công, Mỹ thuật, Lễ nghi, ông được chọn làm Thượng thư Bộ Lại vào ngày 22 tháng 7 năm 1933. Chính lúc cầm đầu bộ quan trọng này, ông Thái Văn Toản có thể sử dụng tất cả phẩm chất của người cầm đầu và kinh nghiệm sâu sắc của ông về công vụ. Chức nghiệp dài trong 40 năm của ông, hoàn toàn phục vụ đất nước và triều đại, chứng minh lòng trung thành và tận tụy mà vị Đại thần đối với nhân dân và hai Chính phủ Việt Pháp. Ông cũng chưa bị dân chúng oán trách điều gì.
Theo sắc lệnh ngày 10 tháng 2 năm 1932, Đại thần Thái Văn Toản được phong tặng “Đệ tứ đẳng Bắc đẩu Bội tinh”. Theo quyết định của Hội đồng Thượng thư ngày 27 tháng 4 năm 1932, ông được cử đi Pháp để tháp tùng Hoàng Đế Bảo Đại trong chuyến hồi loan về Trung Kỳ. Ông Thái Văn Toản lên tàu thủy ở Sài Gòn trên chiếc Georges Philippar. Sau đó tàu bị nạn cháy trong Ấn Độ Dương vào đêm 15 rạng ngày 16 tháng 5 năm 1932. Được tàu chở dầu của nước Nga Societ Kaimaeff vớt và sau 8 ngày trục trặc ở Djibonti, ông đã đến được Marseille (hải cảng nước Pháp) trên chiếc tàu General Vonron.
Ngày 2 tháng 5 năm 1933, ông thôi điều khiển Bộ Hộ và được cử làm Thượng thư Bộ công tác, Mỹ thuật và Lễ nghi. Ông không giữ chức này lâu. Ngày 22 tháng 7 năm 1933, ông được chỉ định cầm đầu Bộ Lại cho đến cuối năm 1942. Sau đó ông Phạm Quỳnh lên thay và vua Bảo Đại mời ông sang làm bộ khác nhưng ông Toản xin thôi việc quan về nghỉ hưu.

### Sau Cách mạng tháng Tám
Sau khi vua Bảo Đại thoái vị (chiều ngày 30 tháng 8 năm 1945), ông đi theo Cách mạng và sau đó, theo lời kêu gọi Toàn quốc kháng chiến chống thực dân Pháp của Chủ tịch Hồ Chí Minh ngày 19 tháng 12 năm 1946, ông lên đường tham gia Kháng chiến cứu quốc.
Năm 1947, ông làm Chủ tịch Hội Liên Việt ở Khu Bốn và sau đó (1950), ông làm Cố vấn Ủy ban Mặt trận Liên Việt của Liên Khu IV.
Ông mất năm 1952 tại xã Bạch Ngọc, huyện Anh Sơn, tỉnh Nghệ An. Năm 1985, mộ ông được chuyển về Huế và xây lăng tại chùa Quy Thiện của ông (ngôi chùa này đã lạc thành từ năm 1923).